# Кичуй (село)
 Кичуй  — село в Альметьевском районе Татарстана. Административный центр Кичуйского сельского поселения.

## География
Находится в юго-восточной части Татарстана на расстоянии приблизительно 7 км по прямой на северо-запад от районного центра города Альметьевск.

## История
Основано в 1730-х годах как Кичуевский фельдшанец на Ново-Закамской черте. Изначально было заселено отставными солдатами, позже были также поселены крепостные крестьяне. В 1784 году была построена Покровская деревянная церковь (в 1892 заменена каменной). В начале XX века действовало волостное правление.

## Население
Постоянных жителей было: в 1859 году — 841, в 1897—1446, в 1910—1713, в 1926—1524, в 1949—763, в 1958—713, в 1970—720, в 1979—547, в 1989—346, в 2002 − 486 (русские 71 %, татары 26 %), 550 в 2010.